# Mariola Jankun-Dopartowa

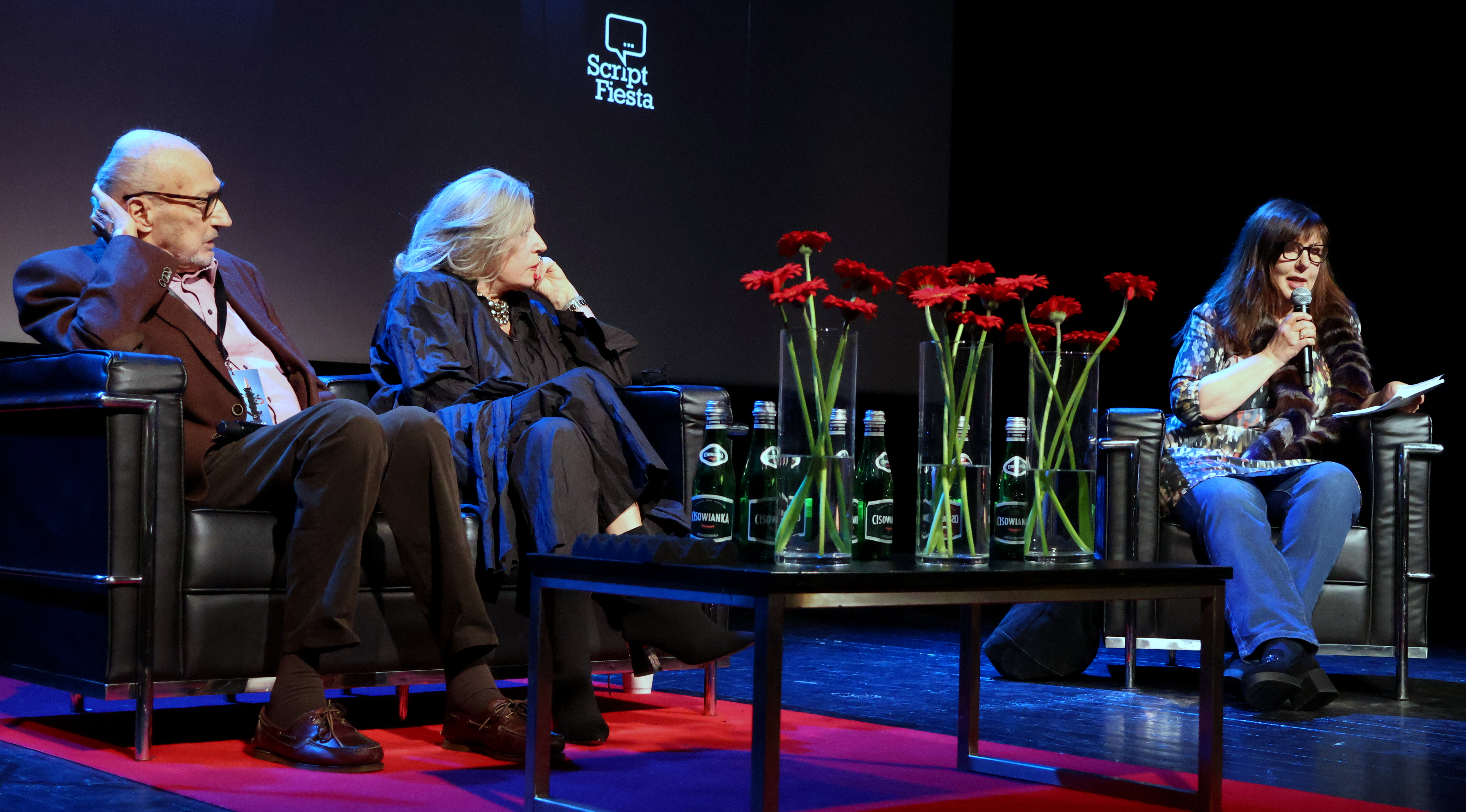
Mariola Jankun-Dopartowa w rozmowie z Maciejem Karpińskim i Krystyną Jandą pt. Niewinny czarodziej. O metodach pisania scenariuszy mistrza Wajdy; Warszawa, 29 marca 2025

Gabriela M. Jankun-Dopart (w publikacjach jako Mariola Jankun-Dopartowa lub Mariola Dopartowa; ur. 22 listopada 1962) – polska historyk literatury i filmu, wydawca, scenarzystka. 
W latach 1989–2010 była związana zawodowo z Instytutem Sztuk Audiowizualnych Uniwersytetu Jagiellońskiego, gdzie pełniła funkcję adiunkta. Następnie, w okresie 2010–2012, pracowała w Katedrze Kultury Współczesnej Akademii Ignatianum w Krakowie. Przez kilka lat prowadziła wykłady w ramach Akademii Polskiego Filmu organizowanej przez Polski Instytut Sztuki Filmowej. W latach 2022-2024 związana z Zakładem Retoryki i Mediów Instytutu Polonistyki Stosowanej na Uniwersytecie Warszawskim.
Stopień doktora uzyskała w 1998 w Instytucie Sztuki Polskiej Akademii Nauk w Warszawie. Jej praca doktorska została uhonorowana I Nagrodą im. Klemensa Szaniawskiego (za najlepszą pracę doktorską w dziedzinie nauk historycznych w latach 1998-2001), a po opublikowaniu w 2000 pod tytułem Gorzkie kino Agnieszki Holland zdobyła Nagrodę im. Bolesława Michałka za najlepszą książkę filmową roku oraz Nagrodę Rektora Uniwersytetu Jagiellońskiego. Jako scenarzystka filmowa otrzymała stypendium Ministerstwa Kultury i Dziedzictwa Narodowego. Jest autorką rozprawy habilitacyjnej Rwąca rzeka żalu. Formacja artystyczna i społeczna polskiej szkoły filmowej.
W roku akademickim 2004/2005, we współpracy z dr Bogusławą Bodzioch-Bryłą, opracowała program nowego przedmiotu – edukacji audiowizualnej, wzbogacony o system praktycznego doszkalania studentów. Dzięki temu przyszli filmoznawcy oraz studenci innych kierunków humanistycznych mogą uzyskać uprawnienia pedagogiczne w zakresie metodyki wiedzy o kulturze.
Jest autorką licznych publikacji dotyczących filmu i kultury, w tym książek poświęconych twórczości Mela Gibsona, Agnieszki Holland i Romana Polańskiego. Przygotowuje książki o Janie Holoubku i Feliksie Falku. Jej artykuły ukazywały się w czasopismach takich jak: "Kino", "Studia Filmoznawcze", "Kwartalnik Filmowy", "Tygodnik Solidarność" czy "Arcana". Jest także autorką utworów dla dzieci, publikowanych na kanale "dop-Art" w serwisie YouTube.
Członkini Stowarzyszenia Filmowców Polskich.
Badawcze zainteresowania Jankun-Dopartowej koncentrują się na relacjach między polskim filmem fabularnym a literaturą i sztuką, analizie sposobów opisu kultury poddanej ideologicznym wpływom oraz na specyficznych dla polskiej rzeczywistości drugiej połowy XX wieku modelach perswazji i propagandy audiowizualnej.
Posiada certyfikaty opiekuna i rehabilitanta w zakresie zaburzeń neuropoznawczych w chorobach otępiennych, zdobyte poprzez szkolenia Montessori Senior, certyfikat Snoezelen I stopnia oraz uczestnictwo w procedurze certyfikacyjnej Spaced Retrieval. Angażuje się również jako wolontariusz w opiece paliatywnej.
Była zamężna z Bogusławem Dopartem (do 2004); ma troje dzieci: Piotra, Karolinę i Julię. Współprowadzi rodzinną Fundację Na Brzegu, zajmującą się ochroną i adopcją zwierząt.
Mieszka w Chorągwicy w województwie małopolskim, w powiecie wielickim, w gminie Wieliczka. 

## Publikacje książkowe
- Labirynt Polańskiego (redaktor tekstu Tadeusz Lubelski; Wydawnictwo "Rabid", Kraków 2000, ISBN 83-912961-0-5; wydanie drugie poprawione i poszerzone: Wydawnictwo "Rabid", Kraków 2003, ISBN 83-886685-6-0);
- Gorzkie kino Agnieszki Holland (Wydawnictwo "Słowo/Obraz Terytoria", Gdańsk 2000, ISBN 83-88560-55-7);
- Czy kino może nawrócić? Wokół "Pasji" Mela Gibsona (Wydawnictwo "Homini", Kraków 2004, ISBN 83-89598-26-4).

## Udział w pracach zbiorowych, redakcja
- Człowiek z ekranu. Z antropologii postaci filmowej (redakcja: Mariola Jankun-Dopartowa, Mirosław Przylipiak; autorka tekstów: Formy przestraszone ogniem i zapachem krwi. Konteksty kulturowe kina artystycznego lat 1956-1970 a kreacja filmowego bohatera, Fałszywa inicjacja bohatera. Młode kino lat siedemdziesiątych wobec założeń programowych Młodej Kultury oraz Człowieczeństwo zawrócone. Trzy przypadki bohatera lat osiedemdziesiątych; pozostali autorzy: Grażyna Stachówna, Tadeusz Lubelski, Krzysztof Kornacki, Aleksander Fiut, Roman Włodek, Jadwiga Głowa; Wydawnictwo "Arcana", Kraków 1996, ISBN 83-86225-21-1);
- Bernadetta Stępień (autorzy tekstów: Krzysztof Kuliś, Józef Opalski, Małgorzata Lisowska-Magdziarz, Mariola Jankun-Dopart; tłumaczenia tekstów: Iwona Kordyś, Tytus Ferenc, Karolina Szczur, Aleksander Stępień; Kraków [2006]);
- Historia kina polskiego (redakcja: Tadeusz Lubelski, Konrad J. Zarębski; autorka tekstów: Komitet Centralny zawraca kinematografię, Andrzej Munk ginie w wypadku, Roman Polański wyrusza w świat, Krytyka filmowa poprawia makijaż, Towarzysz Wiesław rozśmiesza Polaków, Jerzy Skolimowski szkicuje portret pokolenia, Ta nasza młodość albo ZSMP organizuje festiwal, Kto ma władzę, ten ma „Godność", czyli Rakowski ściska Wionczka, Kinematografia na urodzinowym rauszu, Kadr przejmuje „Na srebrnym globie", "Matka Królów" schodzi z półki, Andrzej Pągowski w Mieście Plakatów; Fundacja KINO, Warszawa 2006, ISBN 83-922850-1-8); wydanie drugie uzupełnione: Fundacja KINO, Warszawa 2007, ISBN 978-83-922850-2-1);
- Kino. Obiekt uczuć czy przedmiot badań. W dialogu z myślą filmową i twórczością Rafała Marszałka (redakcja: Mariola Jankun-Dopartowa, Michał Oleszczyk; autorka tekstu: Czy katastrofa może ocalić? Wokół wybranych odczytań tragizmu i tragiczności; pozostali autorzy: Włodzimierz Bolecki, Natalia Chojna, Krzysztof Chwalibóg, Andrzej Dobosz, Danuta Doboszowa, Bogusław Dopart, Krzysztof Dybciak, Andrzej Filipowicz, Aleksander Fiut, Barbara Giza, Wiesław Godzic, Alicja Helman, Agnieszka Holland, Jadwiga Hučková, Wiesław Johann, Wiesław Juszczak, Krzysztof Kornacki, Kazimierz Kutz, Koichi Kuyama, Paulina Kwas, Tadeusz Lubelski, Monika Maszewska-Łupiniak, Andrzej Mencwel, Eugeniusz Mielcarek, Michał Oleszczyk, Mirosław Przylipiak, Teresa Rutkowska, Lech Sokół, Monika Stankiewicz-Kopeć, Tadeusz Szczepański, Andrzej Szpulak, Maciej Urbanowski, Andrzej Werner, Mateusz Werner, Joanna Wojnicka, Natalia Woroszylska, Krzysztof Zanussi, Piotr Zwierzchowski, Aleksandra Żemantowska; Dop Art, Kraków 2012, ISBN 978-83-934382-0-4);
- "Kiedy ostatni raz byłem młody". Jazz i jazzowanie w kulturze polskiej połowy lat pięćdziesiątych w: Przygoda kina. Prace dedykowane Profesorowi Tadeuszowi Lubelskiemu (pod redakcją Sebastiana Jagielskiego i Magdaleny Podsiadło; Towarzystwo Autorów i Wydawców Prac Naukowych „Universitas”, Kraków 2019, ISBN 978-83-242-3538-4, s. 267-280).

## Artykuły (wybór)

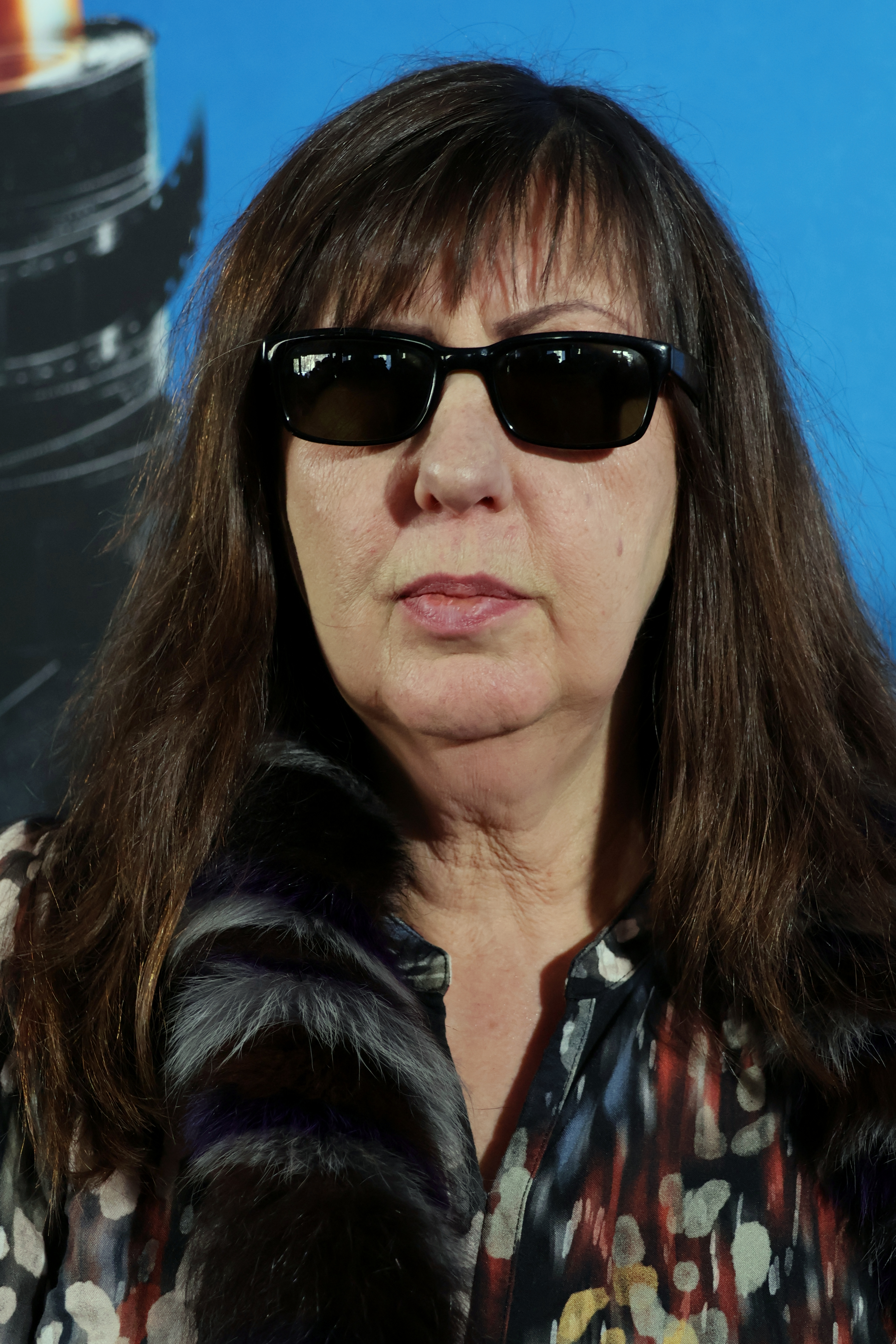
Mariola Jankun-Dopartowa podczas festiwalu "Script Fiesta" (2025)

- "Piknik pod wiszącą skałą" - o mitycznej przestrzeni dzieła ("Kino", nr 4/1984, s. 32-37);
- "Wojna światów" - kino absurdu ("Kino", nr 12/1984, s. 15-19);
- Historia Rosemary ("Kino", nr 4/1985, s. 38-42);
- Prawda-sztuka-egzystencja. O wymiarach sensu w "Powiększeniu" Antonioniego (wspólnie z Bogusławem Dopartem; "Kino", nr 9/1987, s. 33-39);
- Czarujący niedorostek i rumieńce krytyki. O filmach Nowej Przygody ("Kino", nr 3/1988, s. 33-38);
- Barwy ochronne albo każdemu, co mu się należy (wspólnie z Bogusławem Dopartem;"Kino", nr 12/1989, s. 20-27);
- Haustem powietrza robię w żarze wyłom... (recenzja filmu Magdaleny Łazarkiewicz Ostatni dzwonek; "Konkurs", nr 1/1990, s. 13-16);
- Prawdy żywe kina polskiego lat osiemdziesiątych ("Konkurs", nr 1/1990, s. 40-50);
- Obecność Holland  ("Konkurs", nr 3-4/1991, s. 51-56);
- Ta upiorna krytyka. Szkic o prostocie widzenia ("Konkurs", nr 3-4/1991, s. 78-79);
- Seks: Prawda czy kasety video? ("Kino", nr 12/1994, s. 23-26);
- Spór o Kieślowskiego. Trójkolorowy transparent: Vive le chaos! ("Kino", nr 6/1995, s. 4-7);
- Wcielone szyderstwo losu (szkic do portretu rozbitego (o Zbigniewie Cybulskim; "Kino", nr 9/1995, s. 15-17);
- Zstąpienie Oliviera do piekieł (recenzja filmu Agnieszki Holland Olivier, Olivier; "Kwartalnik Filmowy" nr 11 (71)/1995, s. 112-124);
- 100 lat kina. 1979 ("Kino", nr 10/1996, s. 19-22);
- Reżyserka samotna (o Agnieszce Holland; "Kino", nr 12/1997, s. 25-29);
- Pamiętnik z epoki New Age'u (recenzja książki Shirley MacLaine Moje szczęśliwe gwiazdy. Wspomnienia hollywoodzkie, Videograf II, Katowice 1997; "Kino", nr 1/1998, s. 56);
- "Rysopis" jako duchowa biografia pokolenia (recenzja filmu Jerzego Skolimowskiego Rysopis; "Kwartalnik Filmowy" nr 17/1997, s. 98-104);
- Kobieta jako Mac Guffin. Szkic o kinie polskim lat 90. ("Kino", nr 9/1998, s. 26-29);
- 100 lat kina w Polsce. 1960-1962 ("Kino", nr 10/1998, s. 47-51);
- 100 lat kina w Polsce. 1963-1965 ("Kino", nr 11/1998, s. 50-53);
- Dlaczego warto wracać do Jackiewicza? (o Aleksandrze Jackiewiczu; "Kino", nr 12/1998, s. 46-47);
- Parę słów o tym, co powinno zostać powiedziane przy zupełnie innej okazji (dotyczy wypowiedzi Konrada Szołajskiego Omamy i fobie, "Kino" nr 12/1998, s. 51-52);
- Piosenka o końcu krytyki ("Kino", nr 3/1999, s. 17-20);
- To tylko kino? (recenzja filmu Juliusza Machulskiego Kiler-ów 2-óch; "Kino", nr 6/1999, s. 33-36);
- Szansa nowych kryteriów (recenzja książki Kino ma 100 lat pod red. Elżbiety Ostrowskiej i Jana Reka, Wydawnictwo Uniwersytetu Łódzkiego, Łódź 1998; "Kino", nr 7-8/1999, s. 55-56);
- 100 lat kina w Polsce. 1983-1985 ("Kino", nr 10/1999, s. 50-53);
- 100 lat kina w Polsce. 1986-1989 ("Kino", nr 11/1999, s. 46-49);
- Rzeczywistość odnaleziona (recenzja filmu Agnieszki Holland Plac Waszyngtona; "Kwartalnik Filmowy" nr 25/1999, s. 150-167);
- Czeska edukacja Agnieszki Holland ("Studia Filmoznawcze" t. 20 (1999), s. 113-128);
- Sezon w piekle (o Romanie Polańskim; "Kino", nr 2/2000, s. 4-7);
- Trzy spowiedzi dziecięcia wieku albo wstydliwe filmy Romana Polańskiego ("Kino", nr 3/2000, s. 16-19);
- Czy da się zreinterpretować kino polskie? (recenzja książki Widziane po latach. Analizy i interpretacje filmu polskiego pod redakcją Małgorzaty Hendrykowskiej, Poznań 2000; "Kino", nr 1/2001, s. 50-52);
- Dialektyka Narcyza i Ikara (fragment rozdziału z książki: Gorzkie kino Agnieszki Holland poświęcony filmowi Całkowite zaćmienie; "Kwartalnik Filmowy" nr 33/2001, s. 40-62);
- Kobieta-dziecko z temperamentem (o Nicole Kidman; "Kino", nr 7-8/2004, s. 40-42);
- "Zwycięzcy dam biały kamyk" albo kto się boi pokolenia wojennego ("Nowe Państwo" nr 1/2009, s. 12-19);
- Odwilż jako taniec w maskach albo choreografia peerelowskich przełomów ("Nowe Państwo" nr 2/2009, s. 33-41);
- O czym szumią chorągwickie modrzewie albo jak zabija cywilizacja miłości ("Arcana. Kultura, historia, polityka" nr 1/2010, s. 13-28);
- "Narodowy socrealizm" w kinie PRL. Wokół "Młodości Chopina" ("Perspektywy Kultury. Pismo Instytutu Kulturoznawstwa Wyższej Szkoły Filozoficzno-Pedagogicznej Ignatianum w Krakowie", nr 1/2010, s. 169-185);
- Od czego jest zależne kino niezależne? Fenomen „Hycla” Darii Woszek (dopartowa.wordpress.com, 2 grudnia 2016);
- La la Ja – la la Ty. O nowym filmie Damiena Chazelle’a (dopartowa.wordpress.com, 30 stycznia 2017);
- Jakie filmy lubił Papież czyli Polska hyrkaniczna (dopartowa.wordpress.com, 1 kwietnia 2017);
- Po-kot Schrödingera albo superpozycja „Pokotu” Holland (dopartowa.wordpress.com, 3 kwietnia 2017);
- Kiedy klęska rodzi siłę? Bohaterowie, którzy przeżyli katastrofę („Pleograf. Kwartalnik Akademii Polskiego Filmu”, nr 1/2021);
- Pracownicy kulturalni wobec polskiego kina. Na marginesie przedpremierowej krytyki „Wszystkich naszych strachów” (dopartowa.wordpress.com, 5 listopada 2021);
- „Wszystkie nasze strachy” i wstyd nasz powszedni (dopartowa.wordpress.com, 7 listopada 2021);
- The Perfect Number. "Liczba doskonała" Krzysztofa Zanussiego czy perfekcyjny numerek Polaków? (dopartowa.wordpress.com, 14 kwietnia 2023);
- Pejzaż z upadkiem Ikara. Wokół "Zielonej granicy" Agnieszki Holland (dopartowa.wordpress.com, 29 września 2023);
- Popiół i diamenty są wieczne. "Doppelgänger. Sobowtór" Jana Holoubka (dopartowa.wordpress.com, 28 października 2023);
- Kajtek bez Kajtusia. Bardzo krótka recenzja „Kajtka czarodzieja” Magdaleny Łazarkiewicz (dopartowa.wordpress.com, 11 listopada 2023);
- Homo orbatus. Człowiek osierocony w powojennej Polsce i w trzech filmach ze scenariuszem Andrzeja Gołdy (dopartowa.wordpress.com, 27 listopada 2023);
- Czas jako ojciec prawdy. „Tonia” Marcina Bortkiewicza (dopartowa.wordpress.com, 27 stycznia 2024);
- Kożuchy na Mleczce. Czy „Opera mleczana” Stanisława Radwana powinna wrócić na deski teatru? (dopartowa.wordpress.com, 30 stycznia 2024);
- Sformatowani przez hollywoodzki scenariusz. Przechadzka wokół "Palace" Romana Polańskiego (dopartowa.wordpress.com, 13 lutego 2024);
- Winogrona państwa Hoess. Czy "Strefa interesów" Jonathana Glazera jest filmem o dawnej historii? (dopartowa.wordpress.com, 6 marca 2024);
- "Łódź w otchłaniach chaosu". Czas, cierpienie, kultura w "Oceanie czasu" T. Boermansa i "Dobrych nieznajomych" A. Haigha (dopartowa.wordpress.com, 17 marca 2024);
- Kantata o końcu świata. "Strefa interesów" jako dźwiękowy raport z Zagłady Człowieka (dopartowa.wordpress.com, 1 kwietnia 2024);
- W brzuchu kameleona. Tożsamość i świat filmowych bohaterów Feliksa Falka (dopartowa.wordpress.com, 25 lutego 2025; jako Tożsamość bohaterów filmowych Feliksa Falka: "Kino", nr 11-12/2020, s. 36-40).